# Carnival (The Cardigans)
Carnival is een nummer van de Zweedse band The Cardigans uit 1995. Het is de eerste single van hun tweede studioalbum Life.
Het nummer gaat over een de onbeantwoorde liefde van een meisje voor een jongen. Het meisje zou graag met de jongen naar "een kermis" willen gaan, maar weet ook dat daar niets van terechtkomt. "Carnival" behaalde in Zweden, het thuisland van The Cardigans, geen hitlijsten, maar betekende wel de doorbraak voor de band in het Verenigd Koninkrijk. In Nederland werd het tevens de eerste hitnotering voor de band, met een 17e positie in de Tipparade.